# 10040 Ghillar
A (10040) 1984 QM a Naprendszer kisbolygóövében található aszteroida. Zdeňka Vávrová fedezte fel 1984. augusztus 24-én.

## Kapcsolódó szócikk
- Kisbolygók listája (10001–10500)